# Quartier du Meir
Ne doit pas être confondu avec Meir (Anvers).
Pour les articles homonymes, voir Meir.
Le quartier du Meir (en néerlandais : Meirwijk) est un quartier de la commune d'Anderlecht (Région de Bruxelles-Capitale). 
Il est le quartier le plus centré de la commune.

## Curiosités et sites importants
- Stade Constant Vanden Stock du Royal Sporting Club d'Anderlecht

## Espaces verts
- Parc Astrid

## Liste des rues du quartier
| default |
| --- |
| - avenue Paul Janson (>10) - rond-point du Meir - avenue Limbourg - avenue Bertaux - avenue du Roi-Soldat - rue Edgar Tinel - rue Louis Van Beethoven - avenue Eugène Ysaye - avenue Nellie Melba - rue Guillaume Lekeu - rue Chopin - rue Claude Debussy - avenue Gounod - rue Docteur Jacobs |